# Яс (Аргос)
Вижте пояснителната страница за други значения на Яс.
Яс (на старогръцки: Ἰάσος, Iasos) в гръцката митология е цар на Аргос през XVI век пр.н.е., син на Триоп и брат на Агенор, Месена, Пеласг и Ксантос.
Той наследява баща си Триоп на трона. Според Евсевий Кесарийски той управлява 46 години.
Кротоп, синът на брат му Агенор, става негов наследник.
Според Павзаний той е баща на Йо.